# 회덕동춘선생고택
회덕동춘선생고택(정침,가묘,별묘)(懷德同春先生故宅(正寢,家廟,別廟))은 대전광역시 대덕구에 있는 조선시대의 고택이다. 1989년 3월 18일 대전광역시의 유형문화재 제3호로 지정되었다.

## 개요
조선 효종(재위 1649∼1659) 때 병조판서를 지낸 동춘당 송준길 선생이 관직을 물러난 후 거처하던 곳으로 동춘당 뒤쪽에 있다. 동춘당은 조선시대 대표적 별당 건축물로 보물 제209호로 지정되어 있다.
동춘당 왼쪽의 대문을 들어서면 一자 모양의 사랑채와 ㄷ자 모양의 안채가 있고 그 오른쪽에는 사당인 가묘와 별묘가 배치되어 있다.
사랑채는 앞면 6칸·옆면 6칸이다. 부엌 위는 다락으로 꾸몄고, 앞에는 1칸 살림집을 달아 집안의 여러 가지 일을 맡아보던 청지기가 사는 방을 두었다. 대청마루와 큰 사랑방 앞에는 툇마루를 설치하였고, 작은 사랑방 앞에는 누마루처럼 높여 그 밑에 아궁이를 두었다.
안채는 건물 가운데에 앞면 3칸·옆면 2칸의 넓은 대청마루와 왼쪽에 2칸의 마루방, 1칸 반의 안방, 1칸씩 자녀방과 바느질 방인 침모방 그리고 부엌이 연결되어 있다. 대청마루의 오른쪽에는 각 1칸씩 건너방과 웃방, 부엌, 반찬을 두는 찬방, 그리고 행랑방이 붙어 있어 전체적으로 ㄷ자를 이룬다.
가묘와 별묘는 모두 앞면 3칸·옆면 2칸으로 지붕은 옆면에서 볼 때 사람 인(人)자 모양을 한 맞배지붕으로 꾸몄다.

## 현지 안내문
동춘당 송준길(同春堂 宋濬吉, 1606~1672) 선생이 아버지(송이창, 1561~1627)가 처음 세웠던 건물을 옮겨 지은 것이다.
동춘(同春)이란 "살아 움직이는 봄과 같아라"는 뜻으로 선생은 이 곳에서 독서와 교육을 하면서 인재를 양성하고 회덕향약(悔德鄕約)을 만들었다.
조선시대 별당건축양식을 잘 보여주는 단아하면서도 간소한 건물로 작은 규모나 낮은 굴뚝 등에서 본능적 행위를 억제하여 유학적 덕목을 지키려는 의지를 보여준다.
"동춘당(同春堂)" 현판은 우암 송시열(尤庵 宋時烈, 1607~1689) 선생이 썼다.

## 사진

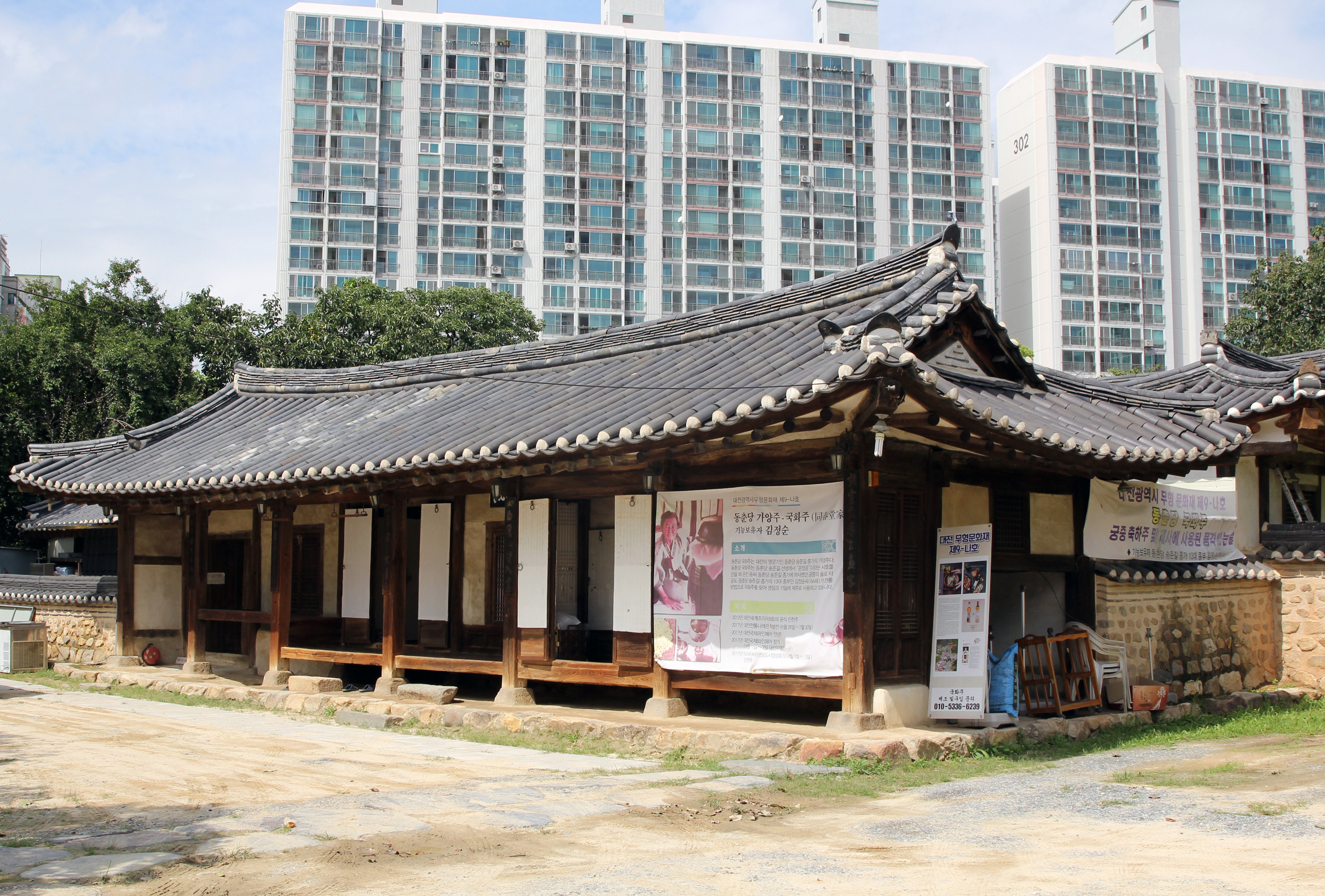

## 같이 보기
- 대전 회덕 동춘당 - 보물 제209호

## 참고 자료
- 회덕동춘선생고택(정침,가묘,별묘)  - 국가유산청 국가유산포털